# Xã Pike, Quận Potter, Pennsylvania
Xã Pike (tiếng Anh: Pike Township) là một xã thuộc quận Potter, tiểu bang Pennsylvania, Hoa Kỳ. Năm 2010, dân số của xã này là 324 người.